# FC Cchinwali
FC Cchinwali (gruz. საფეხბურთო კლუბი ცხინვალი) – gruziński klub piłkarski z siedzibą w Cchinwali.

## Historia
W 2007 na bazie klubu FC Cchinwali został założony klub Spartaki Cchinwali w Tbilisi. W sezonach 2003/04 i 2004/05 występował w Priweli Lidze na stadionie Tengiza Burdżanadze w Gori. W sezonie 2005/06 debiutował w Umaglesi Lidze, w której zajął 14. miejsce i w barażach musiał walczyć o utrzymanie w najwyższej lidze. W następnym sezonie jednak nie przystąpił do rozgrywek, ponieważ władze odmówiły finansowania klubu.
W sezonie 2007/08 klub ponownie otrzymał miejsce w Umaglesi Lidze dlatego, że kluby Torpedo Kutaisi i Czichura Saczchere zostały zdegradowane do drugiej ligi przez nieprawidłowości w deklaracji kapitałów klubu. Obecnie klub gra w najwyższej klasie rozgrywek piłkarskich Gruzji zwanej Umaglesi Liga. W styczniu 2015 roku klub ponownie przyjął nazwę FC Cchinwali.

### Chronologia nazw
- 2005–2006 oraz od 2015: FC Cchinwali
- 2007–2014: Spartaki Cchinwali

## Sukcesy
- Mistrzostwa Gruzji:
  - 4. miejsce (1x): 2014/2015
- Puchar Gruzji:
  - 1/2 finału (2x): 2009/2010[3], 2014/2015[4]

## Obecny skład
Stan na 3 lipca 2015.
| Nr | Poz. | Piłkarz               |
| -- | ---- | --------------------- |
| 1  | BR   | Giorgi Nadiradze      |
| 2  | OB   | Wasiko Bacziaszwili   |
| 4  | PO   | Ucza Burdzenadze      |
| 5  | OB   | Giorgi Cercwadze      |
| 7  | PO   | Irakli Lekwtadze      |
| 8  | OB   | Dawit Maisaszwili     |
| 10 | PO   | Merab Gigauri         |
| 11 | PO   | Lasza Koczladze       |
| 13 | PO   | Bidzina Macharoblidze |
| 14 | OB   | Lasza Dżaparidze      |
| 15 | NA   | Nika Kaczarawa        |
| 17 | PO   | Dawit Bolkwadze       |

| Nr | Poz. | Piłkarz                |
| -- | ---- | ---------------------- |
| 21 | PO   | Giorgi Iwaniszwili     |
| 22 | PO   | Zwiad Lobżanidze       |
| 23 | OB   | Nika Dżiszkariani      |
| 24 | OB   | Lewan Kakubawa         |
| 28 | PO   | Rati Cackrialaszwili   |
| 30 | OB   | Giorgi Kaczkacziszwili |
| 32 | BR   | Omar Migineiszwili     |
| 70 | PO   | Bakar Kardawa          |
| 77 | PO   | Akaki Szulaia          |
| 88 | OB   | Warlam Kilasonia       |
| 89 | BR   | Sosłan Nanijew         |

## Europejskie puchary
Legenda do wszystkich tabel:
- Q – runda eliminacyjna, 1/16, 1/8, 1/4, 1/2 – odpowiednia faza rozgrywek, Grupa – runda grupowa, 1r gr – pierwsza runda grupowa, 2r gr – druga runda grupowa, F – finał, R – runda, PO – play-off
- k. – rzuty karne, los. – losowanie, Dogr. – dogrywka, w. – zasada bramek strzelonych na wyjeździe

| Sezon   | Rozgrywki   | Runda | Klub        | Dom | Wyjazd | Ogólnie |
| ------- | ----------- | ----- | ----------- | --- | ------ | ------- |
| 2015/16 | Liga Europy | 1Q    | FC Botoșani | 1–3 | 1–1    | 2–4     |